# Коржиков, Виталий Титович
Виталий Титович Коржиков (12 апреля 1931, Харьков, Украинская ССР — 26 января 2007, Москва) — советский детский писатель и поэт, известный книгами о приключениях на море, автор цикла повестей «Мореплавания Солнышкина».

## Биография
Отец, Коржиков Тит Михайлович, сын кузнеца, кузнец окончил Московский университет, был членом ЦИК Украины, заместителем наркома тяжёлой промышленности Украины, руководил крупными стройками: на Магнитострое, завода «Карболит» в Орехово-Зуеве, был знаком с Аркадием Гайдаром, писал пьесы. С А. Гайдаром познакомился и юный Виталий Коржиков во время поездки к отцу на Магнитострой. Из-за критики методов коллективизации на Украине отец был репрессирован, расстрелян 26 мая 1937 года (по другим данным — 20 мая 1937 года). Мать также была репрессирована и восемь лет провела в лагерях. Судьба родителей описана Коржиковым в неоконченной повести «Тень фискала».
Виталия Коржикова воспитывали родственники матери в Мелитополе.
Во время Великой Отечественной войны был в эвакуации в Алма-Ате, потом возвратился в освобождённый Мелитополь. Окончил среднюю школу с серебряной медалью УССР.  Пытался поступить на факультет журналистики в МГУ, но для сына врагов народа это было невозможно. Год проучился в Мелитопольском педагогическом институте, а в 1950 году перевёлся на филфак МГПИ им. В. И. Ленина.
Окончив МГПИ в 1953 году по специальности «учитель русского языка и литературы», по распределению уехал работать учителем на Сахалин в Горнозаводскую среднюю школу. На Сахалине освоил профессию моряка, решил оставить поприще преподавателя и отправился во Владивосток. Здесь начинается его долголетнее сотрудничество с Дальневосточным морским пароходством. Здесь же в 1957 году вышел первый сборник стихов В. Коржикова — «Крылья».
В 1958 году по просьбе Приморского отделения Союза писателей СССР В. Коржикова оформляют матросом на пароход «Игарка». На нем с 8 апреля по 26 октября 1958 года писатель в нелегком рейсе по Арктике получает первый морской опыт, знакомится с трудом и бытом полярников и северных народов. Впечатления от этого плавания нашли отражение в сборнике стихов «Суровые острова» (1961) и повести «Первое плавание» (1961), принесших ему популярность.
В марте 1962 года по ходатайству газеты «Красное Знамя» Дальневосточное морское пароходство оформило В. Коржикова матросом 2-го класса на теплоход «Оренбург», на котором писатель побывал на Кубе. Совершив фактически кругосветное путешествие, писатель помимо Кубы повидал Японию, Индонезию, Сингапур. На «острове свободы» встречался с Фиделем Кастро, о чем позднее писал в повести «Как я плавал»: «Пожал он ещё мне руку, и выступать стал. Про революцию говорил, про Кубу и что кубинский народ победит любых врагов, потому что есть у него верные друзья. Ночью мы возвращались на теплоход. Уже все звёзды сверкали. По улицам ходили патрульные с автоматами, а я вспоминал Фиделя и хотел быть его солдатом». Кубинское путешествие отражено в серии публикаций в газете «Красное знамя» («Земляки (рассказ о поездке на Кубу и о друзьях-кубинцах)», «Кубинская тетрадь», «Прекрасная Гавана» («Кругосветное путешествие „Оренбурга“»), «У кубинских писателей», стихотворения «Кубинские перемены. Стихи», «Стихи о Кубе», «Песня о Батисте-коммунисте»).
В конце 60-х годов вместе с семьей переехал в Москву. В 1974 году на теплоходах «Витя Чаленко» и «Новиков-Прибой» был командирован в США, попутно побывав в Японии, Гонконге, Таиланде, Малайзии, Сингапуре, Индии. В книге «Волны словно кенгуру» описано пребывание в США, впечатления писателя о Диснейленде. В качестве корреспондента «Пионерской правды» и руководителя детской делегации побывал в Монголии, в пустыни Гоби, о чем писатель рассказывает в повести «Коготь динозавра» (1979).
Из-за болезни сына сорвалось путешествие Коржикова в Австралию на теплоходе «Тикси». В этом рейсе судно потерпело крушение.
В июле 2006 года перенес операцию по шунтированию брюшной аорты в госпитале им. Н. Н. Бурденко.
Скончался В. Т. Коржиков 26 января 2007 года. Похоронен на Павло-Слободском кладбище Истринского района Московской области.
Сын — Андрей Витальевич Коржиков, заслуженный врач РФ, онколог, хирург, радиолог.

### Циклы произведений
Мореплавания Солнышкина (1967—2004)
- Веселое мореплавание Солнышкина (1967)
- Солнышкин плывет в Антарктиду (1969)
- Ледовые приключения Плавали-Знаем (1982)
- Записки кока Борщика (2000)
- Солнышкин у динозавра (2001)
- Солнышкин, его друзья и девочка в тельняшке (2004)

### Повести
- Первое плаванье (1961)
- Мы плывём на Кубу (Как я плавал) (1964)
- Морями — океанами (1965)
- Веселое мореплавание Солнышкина (1967)
- Солнышкин плывет в Антарктиду (1969)
- Приключения Мурзилки (1975)
- Волны, словно кенгуру (1976)
- Коготь динозавра (1978)
- Ледовые приключения Плавали-Знаем (1982)
- Колюшкин ключик (1986)
- Пусть посмотрит в глаза граница (1986)
- Добрая дорога (1988)
- Записки кока Борщика (2000)
- Солнышкин у динозавра (2000)
- Солнышкин, его друзья и девочка в тельняшке (2004)

### Сборники рассказов
- Что случилось на границе (1967)
- Рассказы о таёжном докторе (1973)
- Жил человек у океана (1981)
- Вот какой Пахомов! (1983)
- Родной человек (1987)
- Бережок (1989)
- Паучок (1991)

### Сборники стихов
- Крылья (1957)
- Морской конёк (1958)
- Кораблик (1959)
- Марки (1959)
- Дальняя земля (1961)
- Суровые острова (1961)
- Благодарность (1965)
- Морская книга (1967)
- Морской сундучок (1971)
- Убегающий горизонт (1973)
- Сорок белых кораблей (1977)
- На гулкой палубе земной (1985)

## Спектакли
- «Весёлое мореплавание Солнышкина» — аудиоспектакль в исполнении актёров Детского радио.[9]
- «Приключения Солнышкина» (2015) — спектакль саратовского ТЮЗа, реж. Сергей Пускепалис, по пьесе Алексея Слаповского (по мотивам повести «Веселое мореплавание Солнышкина»)[10][11].

## Фильмография
- «Светлячок» (1978) — мультфильм
- «Мореплавание Солнышкина» (1980) — мультфильм
- «Приключения Солнышкина» (1997—2000) — телесериал